# Georg Brandes
Georg Morris Cohen Brandes (cunoscut sub pseudonimul Georg Brandes) (n. 4 februarie 1842 - d. 19 februarie 1927) a fost un critic literar și estetician danez.
A susținut cursuri la Universitatea din Copenhaga și le-a publicat sub numele Principalele curente literare ale secolului al XIX-lea.

## Opera
Prin scrierile sale, Brandes a exercitat o puternică influență asupra gândirii europene:
- 1868: Studii estetice ("Æstetiske Studier ");
- 1872 - 1890: Curente principale în literatura europeană a secolului al XIX-lea ("Hovedstrømninger i det 19. Aarhundredes Litteratur");
- 1914: Goethe ("Goethe")
- 1918: Julius Cæsar ("Julius Cæsar");
- 1921: Michelangelo ("Michelangelo").